# Salticus
Salticus és un gènere d'aranya de la família Salticidae (aranyes saltadores).

## Taxonomia
- Salticus afghanicus Logunov & Zamanpoore, 2005 (Afganistàn)
- Salticus aiderensis Logunov & Rakov, 1998 (Turkmenistan)
- Salticus alegranzaensis Wunderlich, 1995 (Illes Canàries)
- Salticus amitaii Prószyn'ski, 2000 (Israel)
- Salticus annulatus (Giebel, 1870) (Sud Àfrica)
- Salticus austinensis Gertsch, 1936 (USA, Mèxic, Amèrica Central)
- Salticus beneficus (O. P.-Cambridge, 1885) (Yarkand)
- Salticus brasiliensis Lucas, 1833 (Brasil)
- Salticus canariensis Wunderlich, 1987 (Illes Canàries)
- Salticus cingulatus (Panzer, 1797) (Paleàrtic)
- Salticus confusus Lucas, 1846 (Espanya, Còrsega, Bulgària, Algèria)
- Salticus conjonctus (Simon, 1868) (França, Itàlia)
- Salticus devotus (O. P.-Cambridge, 1885) (Yarkand)
- Salticus dzhungaricus Logunov, 1992 (Kazakhstan, Turkmenistan)
- Salticus flavicruris (Rainbow, 1897) (Nou Gal·les del Sud)
- Salticus gomerensis Wunderlich, 1987 (Illes Canàries)
- Salticus iteacus Metzner, 1999 (Grècia)
- Salticus jugularis Simon, 1900 (Queensland)
- Salticus kraali (Thorell, 1878) (Amboina)
- Salticus latidentatus Roewer, 1951 (Rússia, Mongòlia, Xina)
- Salticus major (Simon, 1868) (Portugal, Espanya, França)
- Salticus mandibularis (Simon, 1868) (Grècia)
- Salticus marenzelleri Nosek, 1905 (Turquia)
- Salticus meticulosus Lucas, 1846 (Algèria)
- Salticus modicus (Simon, 1875) (França)
- Salticus mutabilis Lucas, 1846 (Europa, Açores, Geòrgia, Argentina)
- Salticus noordami Metzner, 1999 (Grècia)
- Salticus olivaceus (L. Koch, 1867) (d'Espanya a Israel)
- Salticus palpalis (Banks, 1904) (USA)
- Salticus paludivagus Lucas, 1846 (Algèria)
- Salticus peckhamae (Cockerell, 1897) (USA)
- Salticus perogaster (Thorell, 1881) (Illes Yule)
- Salticus propinquus Lucas, 1846 (Mediterrani)
- Salticus proszynskii Logunov, 1992 (Kirguizstan)
- Salticus quagga Miller, 1971 (Hongria, Eslovàquia)
- Salticus ravus (Bösenberg, 1895) (Illes Canàries)
- Salticus scenicus (Clerck, 1757) (Holàrtic)
- Salticus scitulus (Simon, 1868) (Còrsega, Sicília)
- Salticus tricinctus (C. L. Koch, 1846) (d'Israel a Àsia central)
- Salticus truncatus Simon, 1937 (França)
- Salticus turkmenicus Logunov & Rakov, 1998 (Turkmenistan)
- Salticus unciger (Simon, 1868) (Sud d'Europa)
- Salticus unicolor (Simon, 1868) (Corfú)
- Salticus unispinus (Franganillo, 1910) (Portugal)
- Salticus zebraneus (C. L. Koch, 1837) (Paleàrtic)